# Skyclad
Skyclad — британський фолк-метал-гурт, відомий як першопроходець цього жанру. Група була заснована в 1990 році вокалістом Мартіном Уолкієром (раніше в Sabbat), гітаристом Стівом Рамсі (раніше в Satan) і бас-гітаристом Гремом Інгліш (раніше в Satan). Після десяти років участі Уолкієр покинув колектив, і в 2001 році заснував гуртThe Clan Destined.

## Історія
Дебютний альбом The Wayward Sons of Mother Earth (1991), поклав початок фолк-металу, записаний за участю Мартіна Уолкієра (вокал), Стіва Ремсі (гітара), Грема Інгліша (бас-гітара), Кіта Бакстера (ударні) і Майка Еванса (сесійна скрипка). Він був виданий на лейблі Noise Records і надзвичайно тепло прийнятий фанатами. Після невеликого нідерладсько-британського туру до складу долучився Денні Портер (гітара) і Фріта Дженкінс (скрипка). Втім, остання залишила колектив вже в 1993 році через раптову вагітність. Її змінила Кет Хауелл, а ту, в свою чергу, − Джорджина Біддл. У 1995 році вона повідомили про свій вихід з гурту гітарист та ударник, через невдоволення з приводу співпраці з лейблом. У підсумку, команда розірвала контракт з Noise Records і, як наслідок, втратила права на попередні релізи. Обтяжили цей рік також викрадення апаратури під час сесій, а також проблеми з серцем у Стіва Ремсі. Не зважаючи на це, команда не тільки не розпалася, але і записала новий альбом − Irrational Anthems (1996), виданий на лейблі Massacre Records. Далі колектив записав ряд альбомів, аж до десятого ювілейного альбому Folkémon (2000), виданого вже на лейблі Nuclear Blast.

Наприкінці 2000 року, несподівано для всіх, колектив покинув один з його засновників, Мартін Уолкієр. Ось що він написав у своєму листі:
Я втратив останню віру в те, що є якісь реальні причини для продовження з Skyclad в грудні 2000 року. Після понад року творчості, записів і промоушена альбому Folkemon я опинився в дуже неприємному становищі, коли я не міг купити їжу, платити за квартиру або навіть придбати невеликий різдвяний подарунок моєму синові. Я зрозумів, що моє життя пішло за повністю невірним курсом, і вирішив взяти все в свої руки, для того щоб продовжувати здійснювати мрію всього мого життя — мати повноцінну музичну кар'єру.
Насьогодні я інтенсивно репетирую з проектом, який ми з честю назвали Return To The Sabbat (R2TS). У мене постійно запитували, чи буду я коли-небудь обдумувати «пожвавлення» деяких класичних пісень з альбомів Sabbat «History of a Time to Come» і «Dreamweaver»; я, Саймон Джонс і Фрейзер Фарбі вирішили, що зараз час для нечистого альянсу.
Місце Уолкієра зайняв його давній друг і колишній продюсер гурту Кевін Рідлі, записав вокал для збірки No Daylight... Nor Heeltaps... (2002). Повноцінний альбом A Semblance of Normality (2004) з'явився через два роки, записаний за участю Королівського філармонічного оркестру.

## Склад

### Поточний склад
- Steve Ramsey — гітара (з 1990)
- Graeme «Bean» English — бас-гітара, акустична гітара (з 1990)
- Georgina Biddle — скрипка, клавішні, бек-вокал, фортепіано (з 1994)
- Kevin Ridley — вокал (з 2001), акустична та електрична гітари (з 1998), продюсер (з 1990)
- Arron Walton — ударні (з 2001)

### Колишні учасники
- Jay Graham — ударні (1998-2001)
- Martin Walkyier — вокал, лірика (1990-2000)
- Nick Acons — гітара, скрипка (1997)
- John Leonard — флейта, мандоліна (1997)
- Mitch Oldham — ударні (1997)
- Dave Moore — сесійна гітара (1996)
- Paul A. T. Kinson — ударні (1996)
- Paul Smith — ударні (1996)
- Dave Ray — гітара (1995)
- Jed Dawkins — ударні (1995)
- Keith Baxter — ударні (1990-1995)
- Dave Pugh — гітара (1991-1995)
- Fritha Jenkins — скрипка (1991-1993)
- Cath Howell — скрипка (1993-1994)
- Danny Porter — сесійна гітара (1991)

## Дискографія

### Студійні альбоми
- The Wayward Sons of Mother Earth (1991, Noise Records)
- A Burnt Offering for the Bone Idol (1992, Noise Records)
- Jonah's Ark (1993, Noise Records)
- Prince of the Poverty Line (1994, Noise Records)
- The Silent Whales of Lunar Sea (1995, Noise Records)
- Irrational Anthems (1996, Massacre Records)
- Oui Avant-Garde á Chance (1996, Massacre Records)
- The Answer Machine? (1997, Massacre Records)
- Vintage Whine (1999, Massacre Records)
- Folkémon (2000, Nuclear Blast)
- A Semblance of Normality (2004, Demolition/Dreamcatcher)
- In the… All Together (2009, Scarlet Records)

### Збірники та концертні альбоми
- Old Rope — збірник (1997, Noise Records)
- Poetic Wisdom — збірник, обмежене видання (2001, Massacre Records)
- Another Fine Mess — концертний альбом (2001, Demolition Records)
- History Lessens — збірник (2002, Massacre Records)
- No Daylights... Nor Heel Taps — збірник перезаписаних треків (2002, Demolition Records)
- Live at the Dynamo — концертний альбом (2002, Burning Airlines)

### Сингли і міні-альбоми
- Tracks from the Wilderness — EP (1992, Noise Records)
- Thinking Allowed?  — EP (1993, Noise Records)
- Outrageous Fourtunes — EP, обмежене видання (1998, ?)
- Classix Shape — EP, обмежене видання (1999, Massacre Records)
- Swords of a Thousand Men — сингл (2001, Demolition Records)
- Jig-a-Jig — EP, обмежене видання (2006, self-released)

### Інші
- Melodic Metal Strikes Back!!!  — спліт-EP (1993, Noise Records)
- Platinum Edition — бокс-сет (2004, Massacre Records)

## Відеокліпи
- «Emerald» (1992)
- «Thinking Allowed» (1993)
- «Inequality Street» (1996)
- «Words Upon the Street» directed by Fernando J. Martínez (2009)